# Promessi vampiri
(Jessica Packwood dopo la rivelazione di Lucius)
Promessi vampiri: Jessica's guide to dating on the dark side (titolo originale: Jessica's Guide to Dating on the Dark Side; titolo italiano alternativo: Promessi vampiri) è un romanzo fantasy della scrittrice Beth Fantaskey, pubblicato nel 2009. È il primo libro dedicato alla serie Jessica.
Il libro è stato tradotto in spagnolo, tedesco, polacco, francese, oltre che in italiano, 

## Trama
Jessica Packwood è una ragazza diciassettenne figlia di contadini della Pennsylvania. In realtà, la ragazza è stata adottata, ma non conosce le sue origini fino all'arrivo di Lucius Vladescu, un attraente giovane rumeno che la segue e prova piacere nel vedere sangue. Lucius inizia a parlarle e le rivela di essere l'erede e il futuro capo della famiglia di vampiri Vladescu. Inoltre le dice che lei, in quanto Antanasia Dragomir, erede della famiglia dei vampiri Dragomir, dovrà sposarsi con lui per fare il piacere dei loro genitori defunti, che volevano pacificare i due clan. Lucius inizia a corteggiarla, ma anche Jake Zinn, coetaneo di Jessica, ha una cotta per lei e cerca in tutti i modi di conquistarla. I genitori adottivi di Jessica, al corrente di tutto, non sono contrari e offrono ospitalità al giovane vampiro. Dopo un po', Lucius si stancherà di ricevere continui rifiuti da Jess e inizierà a frequentare la più popolare cheerleader della scuola. Questo però, inizierà a suscitare molta gelosia in Jess che inizierà a mettere i bastoni fra le ruote ad entrambi. Jess e Lucius capiranno alla fine di essersi sempre amati fin dall'inizio della loro vita, fin dal principio del giuramento fatto alla loro nascita. E affronteranno molti ostacoli e incomprensioni che alla fine si riveleranno sciocchezze.

## Personaggi
- Jessica Packwood, nata Antanasia Dragomir, è la protagonista ed è una ragazza di campagna semplice e razionale, che ha paura del suo passato e del futuro con Lucius. Ha una mezza cotta per Jake e la sua migliore amica è Mindy.
- Lucius Vladescu è il co-protagonista ed è un importante vampiro della dinastia Vladescu. Obbligato dagli Anziani, corteggia Antanasia per farne la sua sposa e non sopporta i modi americani.
- Melinda Sue Stankowicx, detta Mindy, è l'amica del cuore di Jessica. Ha una cotta per Lucius ed è attratta da Jake fino all'arrivo del misterioso ragazzo straniero. Crede nell'oroscopo.
- Jeke Zinn è un campagnolo che ha una cotta per Jessica.
- Gli Anziani sono i vampiri più importanti e le loro leggi sono sacre per tutti i vampiri.
- Vasile è lo zio di Lucius, a cui il ragazzo manda lettere per informarlo sui fatti o per chiedere favori. Insieme agli altri zii picchiava Lucius per educarlo.
- Faith Crosse è la cheerleader della scuola e riuscirà a farsi odiare da Jess dopo che inizierà a frequentarsi con il suo Lucius.

## Edizioni in italiano
- Beth Fantaskey, Promessi vampiri: Jessica's guide to dating on the dark side, Firenze; Milano: Giunti, 2010
- Beth Fantaskey, Promessi vampiri, traduzione di Sara Reggiani, Firenze: Milano: Giunti, 2013